# ریبوز ۵-فسفات
ریبوز ۵-فسفات (به انگلیسی: Ribose 5-phosphate) با فرمول شیمیایی C5H9O8P یک ترکیب شیمیایی با شناسه پاب‌کم 16217092 است. که جرم مولی آن ۲۳۰٫۱۱ گرم بر مول می‌باشد. 